# Burrito

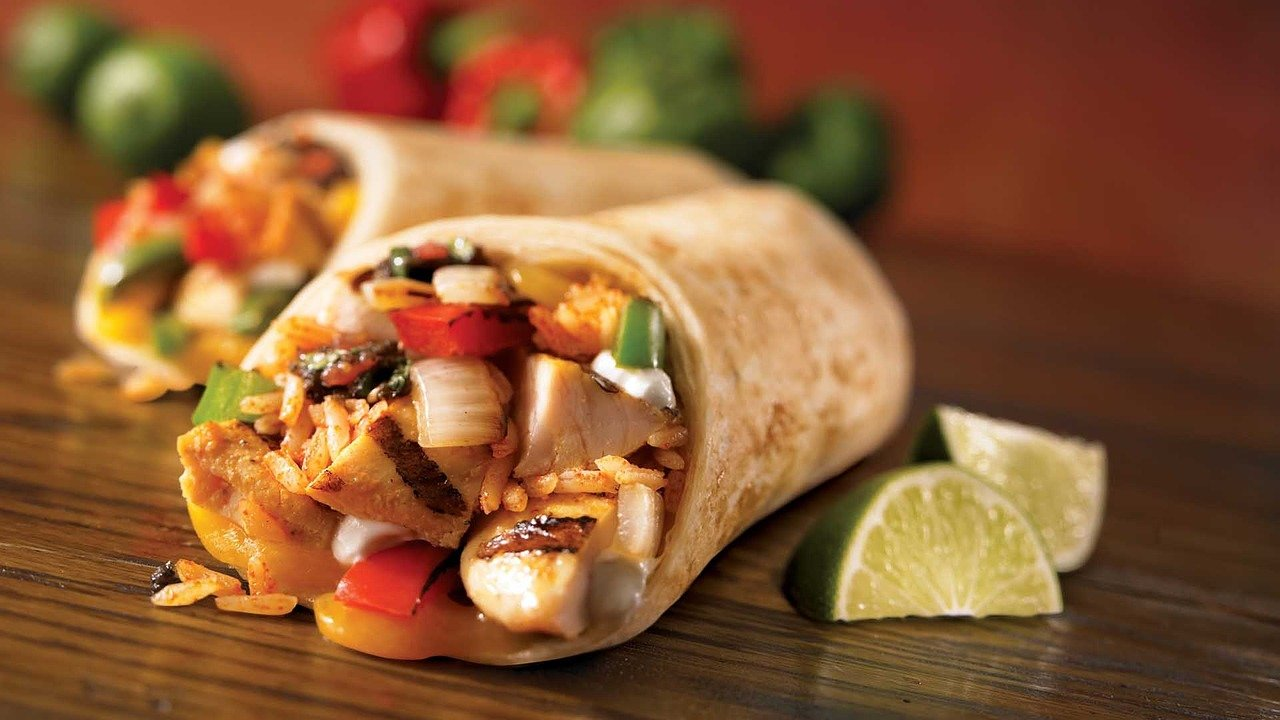
Burrito

De burrito is een gerecht uit de Mexicaanse en de Tex-mexkeuken, bestaande uit een gevulde, opgerolde tarwetortilla. De vulling bestaat gewoonlijk uit bonen en vlees, meestal gehakt of kip. Soms worden ook kaas of groenten toegevoegd.
De naam "burrito" komt van het Spaanse  burro, hetgeen ezel betekent. Een burrito is dus een ezeltje. Er doen verschillende verhalen de ronde over hoe het gerecht deze naam heeft gekregen. Oorspronkelijk komt het gerecht uit Mexico. De Mayacultuur kende reeds gevulde maïstortilla's. Het gerecht heeft haar huidige vorm gekregen in Californië.
De tortilla kan vooraf gegrild of gestoomd worden. De burrito kan uit het vuistje gegeten worden maar wanneer deze met vork en mes gegeten wordt, dan is deze vaak bedekt met (chili)saus en spreekt men van een natte burrito. Ook kan deze in de oven bereid worden, bestrooid met kaas.
Burrito's worden als ontbijt, lunch, avondeten en als tussendoortje genuttigd. Een speciale variant is de breakfast burrito die in het zuidwesten van de Verenigde Staten wordt gegeten. Dit is een tortilla gevuld met typische ontbijt-ingrediënten zoals ei, bacon en worst.